# Sándor Iharos
Sándor Iharos (ur. 10 marca 1930 w Budapeszcie, zm. 24 stycznia 1996 tamże) – węgierski lekkoatleta średnio- i długodystansowiec, rekordzista świata.
Urodził się jako Sándor Izrael. W 1955 ustanowił rekordy świata na następujących dystansach:
- 1500 metrów – 3:40,8
- 3000 metrów – 7:55,6
- 2 mile – 8:33,4
- 3 mile – 13:14,2
- 5000 metrów – 13:50,8 oraz 13:40,6

W 1956 ustanowił rekordy świata na:
- 6 mil – 27:43,8
- 10 000 metrów – 28:42,8

Został uznany za najlepszego sportowca 1955 r. Nie osiągnął jednak sukcesów w wielkich zawodach międzynarodowych. Startował na igrzyskach olimpijskich w Helsinkach 1952, ale odpadł w eliminacjach biegu na 1500 metrów. Na tym samym dystansie zajął 6. miejsce podczas mistrzostw Europy w Bernie 1954. Był natomiast drugi na 5000 metrów podczas Światowego Festiwalu Młodzieży i Studentów Igrzyskach Studentów w Warszawie w 1955 (za Jerzym Chromikiem).
W 1956 wygrał główny bieg Memoriału Janusza Kusocińskiego (na 3000 metrów). Z powodów osobistych nie wystąpił na igrzyskach olimpijskich w Melbourne 1956. Na mistrzostwach Europy w Sztokholmie 1958 był szósty na 5000 metrów. Wziął udział w igrzyskach olimpijskich w Rzymie 1960, gdzie zajął 10. miejsce na 5000 metrów i 11. na 10 000 metrów.
Po zakończeniu kariery w 1962 pracował jako trener, ale imał się też innych zawodów. Zmarł samotny.